# Bågskytte vid olympiska sommarspelen 1904
Vid olympiska sommarspelen 1904 i Saint Louis hölls sex olympiska bågskyttetävlingar. Tre var för herrar och tre för damer. Endast USA var med och tävlade. De skickade 23 herrar och 6 damer för att tävla.

## Medaljtabell
| Medaljfördelning |        |      |        |       |        |
| Placering        | Nation | Guld | Silver | Brons | Totalt |
| 1                | USA    | 6    | 6      | 5     | 17     |

## Medaljsummering
| Spel                            | Guld                                                           | Silver                                                        | Brons                                                             |
| Dubbel Yorkrunda, herrar        | George Bryant USA                                              | Robert Williams USA                                           | William Thompson USA                                              |
| Dubbel amerikansk runda, herrar | George Bryant USA                                              | Robert Williams USA                                           | William Thompson USA                                              |
| Lagrunda, herrar                | USA William Thompson Robert Williams Lewis Maxon Galen Spencer | USA C.S. Woodruff William Clark Charles Hubbard Samuel Duvall | USA George Bryant Wallace Bryant Cyrus Dallin Henry B. Richardson |
| Dubbel nationell runda, damer   | Matilda Howell USA                                             | Emma Cooke USA                                                | Jessie Pollock USA                                                |
| Dubbel colombiansk runda, damer | Matilda Howell USA                                             | Emma Cooke USA                                                | Jessie Pollock USA                                                |
| Lagrunda, damer                 | USA Matilda Howell Jessie Pollock Laura Woodruff Louise Taylor | USA Emma Cooke Mabel Taylor                                   | Ingen                                                             |

## Resultat

### Dubbel York-runda, herrar
En York-runda bestod av 72 pilar som sköts från 100 yards, 48 pilar som sköts från 80 yards, och 24 pilar som sköts från 60 yards. Den totala summan pilar vid en dubbel runda var alltså 288.
| Placering | Namn                | Nation | Resultat |
| --------- | ------------------- | ------ | -------- |
| 1         | George Bryant       | USA    | 820      |
| 2         | Robert Williams     | USA    | 819      |
| 3         | William Thompson    | USA    | 816      |
| 4         | Wallace Bryant      | USA    | 618      |
| 5         | Benjamin Keys       | USA    | 532      |
| 6         | Ernest Frentz       | USA    | 528      |
| 7         | Homer Taylor        | USA    | 506      |
| 8         | C.S. Woodruff       | USA    | 487      |
| 9         | Henry B. Richardson | USA    | 439      |
| 10        | D. F. McGowan       | USA    | 383      |
| 11        | Thomas Scott        | USA    | 375      |
| 12        | Cyrus Dallin        | USA    | 355      |
| 13        | Lewis Maxon         | USA    | 341      |
| 14        | Ralph Taylor        | USA    | 328      |
| 15        | Edward Weston       | USA    | 268      |
| 16        | Edward Bruce        | USA    | 238      |

### Dubbel amerikansk runda, herrar
En amerikansk runda bestod av 30 pilar från 60, 50 och 40 yards avstånd. Den totala summan pilar vid en dubbel runda var 180.
| Placering | Namn                | Nation | Resultat |
| --------- | ------------------- | ------ | -------- |
| 1         | George Bryant       | USA    | 1048     |
| 2         | Robert Williams     | USA    | 991      |
| 3         | William Thompson    | USA    | 949      |
| 4         | C.S. Woodruff       | USA    | 907      |
| 5         | William Clark       | USA    | 880      |
| 6         | Homer Taylor        | USA    | 862      |
| 7         | Benjamin Keys       | USA    | 840      |
| 8         | Wallace Bryant      | USA    | 818      |
| 9         | Cyrus Dallin        | USA    | 816      |
| 10        | Henry B. Richardson | USA    | 813      |
| 11        | Charles Hubbard     | USA    | 779      |
| 12        | Lewis Maxon         | USA    | 777      |
| 13        | Galen Spencer       | USA    | 701      |
| 14        | Samuel Duvall       | USA    | 699      |
| 15        | Ernest Frentz       | USA    | 665      |
| 16        | Amos Casselman      | USA    | 628      |
| 17        | Ralph Taylor        | USA    | 533      |
| 18        | Edward Bruce        | USA    | 516      |
| 19        | E. H. Weston        | USA    | 508      |
| 20        | Edward Weston       | USA    | 450      |
| 21        | W. G. Valentine     | USA    | 347      |

### Lagrunda, herrar
| Placering | Lagm               | Bågskyttar                                                    | Nation | Resultat |
| --------- | ------------------ | ------------------------------------------------------------- | ------ | -------- |
| 1         | Potomac Archers    | William Thompson Robert Williams Lewis Maxon Galen Spencer    | USA    | 1344     |
| 2         | Cincinnati Archers | C.S. Woodruff William Clark Charles Hubbard Samuel Duvall     | USA    | 1341     |
| 3         | Boston Archers     | George Bryant Wallace Bryant Cyrus Dallin Henry B. Richardson | USA    | 1268     |
| 4         | Chicago Archers    | Benjamin Keys Homer Taylor Edward Weston Edward Bruce         | USA    | 942      |

### Dubbel colobiansk runda, damer
| Placering | Namn           | Nation | Resultat |
| --------- | -------------- | ------ | -------- |
| 1         | Matilda Howell | USA    | 620      |
| 2         | Emma Cooke     | USA    | 419      |
| 3         | Jessie Pollock | USA    | 419      |
| 4         | Laura Woodruff | USA    | 234      |
| 5         | Mabel Taylor   | USA    | 160      |
| 6         | Louise Taylor  | USA    | 159      |

### Dubbel York-runda, damer
| Placering | Namn           | Nation | Resultat |
| --------- | -------------- | ------ | -------- |
| 1         | Matilda Howell | USA    | 867      |
| 2         | Emma Cooke     | USA    | 630      |
| 3         | Jessie Pollock | USA    | 630      |
| 4         | Laura Woodruff | USA    | 547      |
| 5         | Mabel Taylor   | USA    | 243      |
| 6         | Louise Taylor  | USA    | 229      |

### Lagrunda, damer
| Placering | Nation                                                     | Skyttar |
| --------- | ---------------------------------------------------------- | ------- |
| 1         | Matilda Howell Jessie Pollock Laura Woodruff Louise Taylor | USA     |
| 2         | Emma Cooke Mabel Taylor                                    | USA     |

- Wikimedia Commons har media som rör Bågskytte vid olympiska sommarspelen 1904.